# Europese kampioenschappen judo 1961
De Europese kampioenschappen judo 1961 werden op 13 mei 1961 gehouden in Milaan, Italië. 

## Resultaten
| Onderdeel   | Goud                  | Zilver          | Brons                               |
| ----------- | --------------------- | --------------- | ----------------------------------- |
| 1e dan      | Herbert Niemann       | Yves Reymond    | Benno Rigger Josef Novotny          |
| 2e dan      | Jan van Ierland       | Lionel Grossain | Anthony Sweeney Georges Bouvier     |
| 3e dan      | Jean-Pierre Dessailly | Willem Dadema   | Heinrich Metzler John Ryan          |
| 4e dan      | Nicola Tempesta       | Théo Guldemont  | Daniel Outelet Hein Essink          |
| – 68kg      | Claude Mezembourg     | André Bourreau  | Luigi Fiocchi Frantisek Kuna        |
| – 80kg      | Heinrich Metzler      | Paul Kunisch    | Michel Franceschi Ferdinand Miebach |
| + 80kg      | Anton Geesink         | Herbert Niemann | Franz Sinek Borivoje Cvejic         |
| Open        | Anton Geesink         | Michel Bourgoin | Karl Nitz John Ryan                 |
| Landenteams | Nederland             | Frankrijk       | Verenigd Koninkrijk Italië          |

## Medailleklassement
| Plaats | Land                           | Goud | Zilver | Brons | Totaal |
| 1      | Nederland                      | 3    | 1      | 1     | 5      |
| 2      | Frankrijk                      | 2    | 4      | 1     | 7      |
| 3      | Duitse Democratische Republiek | 1    | 1      | 1     | 3      |
| 4      | Bondsrepubliek Duitsland       | 1    | 0      | 3     | 4      |
| 6      | Italië                         | 1    | 0      | 1     | 2      |
| 7      | België                         | 0    | 2      | 1     | 3      |
| 8      | Oostenrijk                     | 0    | 1      | 1     | 2      |
| 9      | Verenigd Koninkrijk            | 0    | 0      | 3     | 3      |
| 10     | Tsjecho-Slowakije              | 0    | 0      | 2     | 2      |
| 11     | Joegoslavië                    | 0    | 0      | 1     | 1      |
| Totaal | Totaal                         | 8    | 8      | 16    | 32     |